# 科納爾塔赫泰
科納爾塔赫泰是伊朗的城市，位於該國南部札格羅斯山脈東南部，由法爾斯省負責管轄，距離首府設拉子約100公里，海拔高度520米，2006年人口6,690。